# 奧亞圭 (智利)

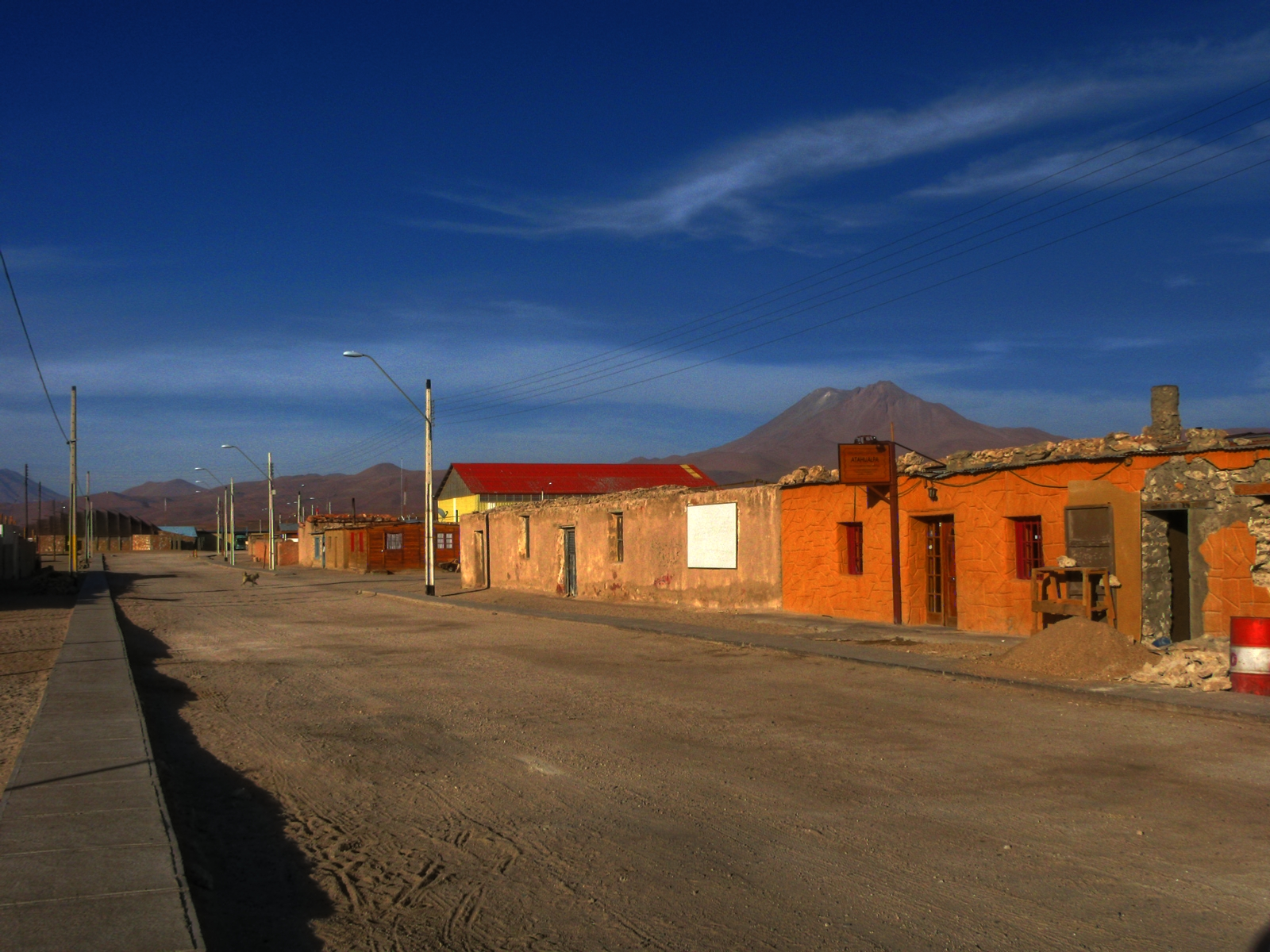

奧亞圭（西班牙語：Ollagüe，西班牙語發音：[oˈʝaɣwe]）是智利的城鎮，位於該國北部，由安托法加斯塔大區的洛阿省負責管轄，始建於1979年，面積2,963平方公里，2002年人口318，人口密度每平方公里0.1人。

## 外部連結
- Official website